# ادیکس استیتس (دلاویر)
ادیکس استیتس (به انگلیسی: Addicks Estates) یک منطقهٔ مسکونی در ایالات متحده آمریکا است که در دلاور واقع شده است. ادیکس استیتس ۱۱٫۸۹ متر بالاتر از سطح دریا قرار دارد.